# ボビー・ボンズ・ジュニア
ボビー・リー・ボンズ・ジュニア（Bobby Lee Bonds Jr.、1970年3月7日 - ）は、アメリカ合衆国・カリフォルニア州パロアルト出身の元プロ野球選手（外野手、右投右打）。
父はボビー・ボンズ、兄はバリー・ボンズ（名付け親はウィリー・メイズ）レジャー・ジャクソンは従兄に当たる。

## 経歴
1992年のドラフトでサンディエゴ・パドレスから18巡目指名を受けて契約。マイナーリーグや独立リーグで2002年までプレーしたが、メジャーリーグへは昇格できなかった。